# The Johnny Cash Show (album)
The Johnny Cash Show je live album Johnnyja Casha, snimljen u Grand Ole Opryju te objavljen 1970. u izdanju Columbia Recordsa. Iako je jedan od manje poznatih Cashovih live albuma, iznjedrio je uspješni singl "Sunday Mornin' Comin' Down", koji je lansirao karijeru pjevača i tekstopisca Krisa Kristoffersona. Pjesma je osvojila vrh country ljestvice, kao i sam album.

## Popis pjesama
1. "Sunday Mornin' Comin' Down" (Kris Kristofferson) – 4:04
2. "Come Along and Ride This Train" (Cash) – 6:16
"Six Days on the Road" (Earl Green, Carl Montgomery)
"There Ain't No Easy Run" (Tom T. Hall, Dave Dudley)
"Sailor on a Concrete Sea" (Merle Travis)
3. "These Hands" (Eddie Noack) – 3:45
4. "I'm Gonna Try to Be That Way" (Cash) – 3:24
5. "Come Along and Ride This Train" (Cash) – 8:04
"Mississippi Delta Land" (Harlan Howard)
"Detroit City" (Mel Tillis, Danny Dill)
"Uncloudy Day" (Joshua K. Alwood)
"No Setting Sun" (Ruth Davis)
6. "Here Was a Man" (Johnny Bond, Tex Ritter) – 2:56

## Izvođači
- Johnny Cash - vokali
- The Carter Family - prateći vokali
- The Statler Brothers - prateći vokali
- Marshall Grant - bas
- W.S. Holland - bubnjevi
- Bob Wootton - električna gitara
- Carl Perkins - električna gitara
- Norman Blake - akustična gitara
- Bill Walker - vođa orkestra

## Ljestvice
Album - Američke Billboard ljestvice
| Godina | Ljestvica      | Pozicija |
| ------ | -------------- | -------- |
| 1970.  | Country albumi | 1        |
| 1970.  | Pop albumi     | 44       |

Singlovi - Američke Billboard ljestvice
| Godina | Singl                        | Ljestvica        | Pozicija |
| ------ | ---------------------------- | ---------------- | -------- |
| 1970.  | "Sunday Mornin' Comin' Down" | Country singlovi | 1        |
| 1970.  | "Sunday Mornin' Comin' Down" | Country singlovi | 46       |

## Vanjske poveznice
- Podaci o albumu i tekstovi pjesama